# PTP-Steuerung
In der Robotik und bei Werkzeugmaschinen stellt die PTP-Steuerung (PTP: Point to Point) oder auch Punktsteuerung die einfachste – und eine vergleichsweise preiswerte und schnelle – Steuerungsart dar. Es handelt sich um eine Variante von CNC-Steuerungen, bei der nur Anfangs- und Endpunkt einer Bewegung festgelegt werden. Zielpunkte können so exakt angefahren werden, der Bahnverlauf zwischen den Punkten ist jedoch im Programm nicht definiert. Während der Achsbewegungen findet keine Regelung der Geschwindigkeit statt. Es gibt keine Interpolation zwischen den Achsen.
Eingesetzt wird die PTP-Steuerung beim Beschicken, Punktschweißen, Stanzen, Bohren und Palettieren. Eine Verwendung für Bearbeitungszentren oder Fräsmaschinen kommt nicht in Frage, da wegen der fehlenden Interpolationsmöglichkeiten keine Fräsbearbeitung möglich ist. Teilweise werden Bearbeitungszentren mit eigenem Bohrblock umgangssprachlich als Point-to-Point Maschinen bezeichnet. Dies verleitet jedoch zu der falschen Annahme, dass diese Maschinen für die Fräsbearbeitung keine interpolierenden Achsen besitzen müssten.
Bei dieser Steuerung kann in folgende vier Arten unterschieden werden:

## Asynchrone PTP-Steuerung
Alle Roboterachsen fahren zeitgleich mit ihrer im Programm vorgegebenen Geschwindigkeit los. Die Achsen erreichen zu unterschiedlichen Zeiten ihre für den geforderten Zielpunkt erforderliche Stellung, so dass die Achse mit der längsten Laufzeit die Dauer der Bewegung bestimmt.

## Synchrone PTP-Steuerung
Es wird eine Fahrtzeit für alle Achsen zusammen vorgegeben. Die Steuerung stimmt die Geschwindigkeiten der Achsen auf die Achse mit der längsten Laufzeit (Leitachse) ab. Alle Achsen starten zum gleichen Zeitpunkt und erreichen alle ihren Zielpunkt zur gleichen Zeit.

## PTP-Steuerung mit Überschleifen
Zum zeitoptimalen Verfahren wird der programmierte Punkt nicht genau angefahren, sondern bei Erreichen dessen Überschleifbereichs zum nächsten Punkt abgebogen. Bei asynchroner Steuerung wird mit dem Überschleifen begonnen, wenn die letzte Achse die Raumkugel erreicht, bei der synchronen Steuerung, sobald die führende Achse in die Kugel eindringt.

## Multipunktsteuerung
Bei der MP (Multipunktsteuerung oder auch Vielpunktsteuerung) wird eine dichte Folge von zeitäquidistanten Punkten im Play-back-Verfahren programmiert. So erscheint die Steuerung nach außen als Bahnsteuerung. Bahninterpolator und Koordinatentransformation können entfallen. Die Geschwindigkeiten können typischerweise nachträglich verändert oder mit externen Einrichtungen synchronisiert werden.